# Kopřivnice
Kopřivnice (tjekkisk udtale: [ˈkopr̝̊ɪvɲɪtsɛ] ; tysk: Nesselsdorf) er en by i distriktet Nový Jičín i regionen Mähren-Schlesien i Tjekkiet med omkring 22.000 indbyggere. Det er en industriby, der især er kendt for køretøjsproducenten Tatra.

## Inddeling
Landsbyerne Lubina, Mniší og Vlčovice er administrative dele af Kopřivnice.

## Etymologi
Både de tjekkiske og tyske navne på byen er afledt af "nælde" (kopřiva på tjekkisk, Nessel på tysk). Navnet henviser til den sandsynlige grundlægger af Šostýn Slot (tysk: Schauenstein), biskop Bruno von Schauenburg, som havde en brændenælde i sit våbenskjold.

## Geografi
Kopřivnice ligger omkring 9 km øst for Nový Jičín og 23 km syd for Ostrava. Det højeste punkt er bakken Pískovna som er 584 m over havets overflade. Byen ligger ved Kopřivnička-bækken, en biflod til Lubina-floden, som løber gennem den nordlige og østlige del af territoriet.
Větřkovice Reservoir ligger i området. Det blev færdiggjort i 1976 og tjener som vandforsyning til Tatra Trucks-virksomheden og industriområdet, som et rekreativt område og til fiskeopdræt.

## Historie
Šoštýn Slot blev grundlagt omkring 1280-1290 men blev først dokumenteret i 1347. Bebyggelsen blev sandsynligvis etableret kort efter slottet. Den første skriftlige omtale af Kopřivnice er fra 1437, hvor slottet og dets omgivelser blev købt af kejser Sigismund og lagt til Hukvaldy-godset. I 1465 var godset ejet af kong George af Poděbrady, som et år senere solgte det til Olomouc biskop Tas af Boskovice. Kopřivnice blev derefter en ejendom under Olomouc bisperådet.
I århundreder forblev Kopřivnice kun en landsby, der ikke undslap troppernes invasioner under Trediveårskrigen, naturkatastrofer, afgrødesvigt eller epidemier. Et vendepunkt i Kopřivnices historie var etableringen af en fajancefabrik i 1812. Fabrikken opnåede berømmelse i hele Østrig-Ungarn med sine produkter og eksisterede indtil 1962. Industrialiseringens vigtigste drivkraft var Ignaz Schustalas vognfabrik. I begyndelsen af det 20. århundrede beskæftigede fabrikken 5.000 arbejdere, hvilket fordrede opførelsen af yderligere beboelseshuse. Takket være den samlede vækst blev Kopřivnice forfremmet til en købstad i 1910.
Under Anden Verdenskrig blev Kopřivnice annekteret af Nazityskland. I 1945 blev den tyske befolkning fordrevet i henhold til Beneš-dekreterne. I 1948 blev Kopřivnice en by.
I 1950 fusionerede kommunerne Drnholec nad Lubinou og Větřkovice og dannede Lubina kommune. I 1979 blev Lubina sluttet til Kopřivnice, Mniší og Vlčovice blev tilsluttet i 1980. Závišice var en del af Kopřivnice fra 1976 til 1990. I 1990 blev det en selvstændig kommune.

## Økonomi
Kopřivnice er kendt for bil- og transportindustrien, repræsenteret af virksomheden Tatra. Virksomheden er en af de ældste producenter af køretøjer med en kontinuerlig historie i verden. I 1850 begyndte Ignaz Schustala at lave vogne, senere kom produktionen af jernbanevogne til. Den første personbil <i>Präsident</i> blev fremstillet i 1897, den første lastbil i 1898. Efter 2. verdenskrig blev lastbiler grundpillen i produktionen.
Efter omstrukturering i 2013 skiftede virksomheden navn til Tatra Trucks . Fra 2020 beskæftiger Tatra Truck mere end 1.000 mennesker. Tatra Metalurgie, et datterselskab med fokus på støberi og metalarbejde, beskæftiger omkring 600 medarbejdere.
Der er også en stor industrizone med flere store virksomheder, hovedsageligt fokuseret på produktion af bilkomponenter. Den største arbejdsgiver af dem er Brose CZ .